# Крёзе де Лессер, Огюст
Барон Огюст Крёзе де Лессер (фр. Auguste Creuzé de Lesser; 3 октября 1771, Париж — 14 августа 1839) — французский поэт, драматург, прозаик, либреттист, политик.

## Биография
Образование получил в Collège de Juilly. Женился на дочери генерального откупщика (сборщика королевских податей и других косвенных налогов на откуп), казнённого во время эпохи террора на гильотине по приказу революционного трибунала Франции.
Служил секретарём у Шарля-Франсуа Лебрена, секретарём миссии в Парме, субпрефектом Отён (1802), префектом департаментов Шаранта (1814) и Эро (1817).
В 1804 был членом Законодательного корпуса, установившим во Франции Первую Французскую империю.
С 1814 — барон.

## Творчество

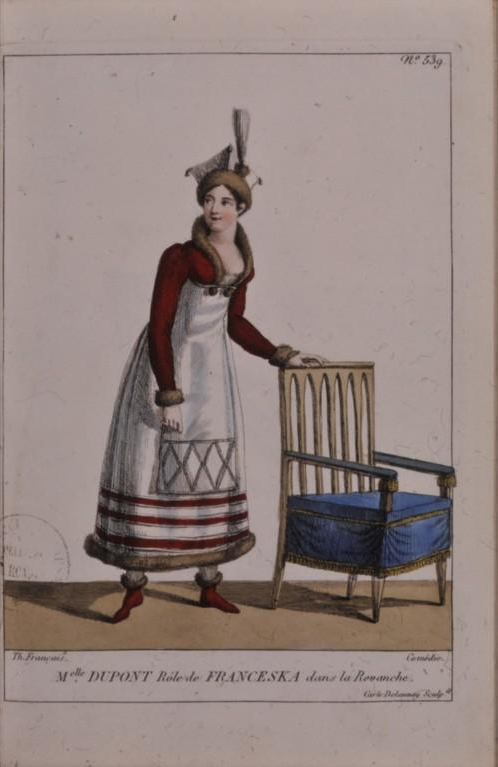
Иллюстрация к комедии «Месть» (1809)

Начинал как поэт, создавая свои стихи под влиянием поэзии Ювенала и произведений А. Тассони.
Автор ряда произведений, основные из которых — три героические поэмы: «Amadis de Gaule» («Амадис Гальский»), «Roland» («Роланд») и «La Table ronde» («Рыцари Круглого стола», 1813).
Его перу принадлежат комические спектакли и оперы, из которых наиболее известны «M. Des Chalumeaux» (1806) и «le Nouveau seigneur du village» (1813), комедии, «la Revanche et le Secret du ménage»; «les Annales d’une famille pendant 1800 ans» (1834).
К концу своей жизни издал трилогию под названием «Рыцарство, или Истории средневековья», в которую вошли его героические поэмы и другие стихи о романтической эпохе рыцарства («Odéides»; «les Aventures du Cid»).

## Избранная проза и поэзия
- Satires de Juvénal, traduction en prose (Сатиры Ювенала, перевод в прозе) (1790)
- Voyage en Italie et en Sicile, fait en 1801 et 1802 (Поездка в Италию и Сицилию в 1801 и 1802 году) (1806)
- Apologues (Апологеты) (1825)
- De la Liberté, ou Résumé de l’histoire des républiques (Свобода, или резюме истории республик) (1832)
- Le Naufrage et le Désert (Кораблекрушение и пустыни) (1839)

## Избранная драматургия
- La Revanche (Месть, комедия в трёх актах, совместно с Франсуа Роже) (1809)
- Le Diable à quatre, ou la Femme acariâtre (Четыре дьявола или сварливая женщина, комическая опера в трёх актах) (1809)
- Le Prince et la Grisette (Принц и гризетки, комедия в трёх актах) (1832)